# 보딩 스쿨: 기숙학교
《보딩 스쿨: 기숙학교》(영어: Boarding School)는 미국에서 제작된 보애즈 야킨 감독의 2018년 공포 영화이다. 루크 프레일 등이 출연하였고, 조너선 그레이 등이 제작에 참여하였다. 이 영화는 2018년 8월 31일 미국에서 처음 개봉되었다.

## 출연진
- 루크 프레일
- 나디아 알렉산더
- 스털링 제린스
- 크리스토퍼 딜런 화이트
- 윌 패튼
- 태미 블랜처드
- 서맨사 매시스
- 로버트 존 버크
- 데이비드 에런 베이커
- 샬럿 어번

## 기타 제작진
- 공동 제작: 하디 저스티스
- 라인 제작: 찰스 밀러
- 배역: 헨리 러셀 버그스틴, 스테퍼니 홀브룩
- 미술: 메리 리나 콜스턴
- 세트: 샤이엔 포드
- 의상: 제시카 저발라